# Cantone di Chalabre
Il Cantone di Chalabre era una divisione amministrativa dell'arrondissement di Limoux.
A seguito della riforma approvata con decreto del 21 febbraio 2014, che ha avuto attuazione dopo le elezioni dipartimentali del 2015, è stato soppresso.

## Composizione
Comprendeva i comuni di:
- Caudeval
- Chalabre
- Corbières
- Courtauly
- Gueytes-et-Labastide
- Montjardin
- Peyrefitte-du-Razès
- Puivert
- Rivel
- Saint-Benoît
- Saint-Jean-de-Paracol
- Sainte-Colombe-sur-l'Hers
- Sonnac-sur-l'Hers
- Tréziers
- Villefort